# 福島高速バスターミナル

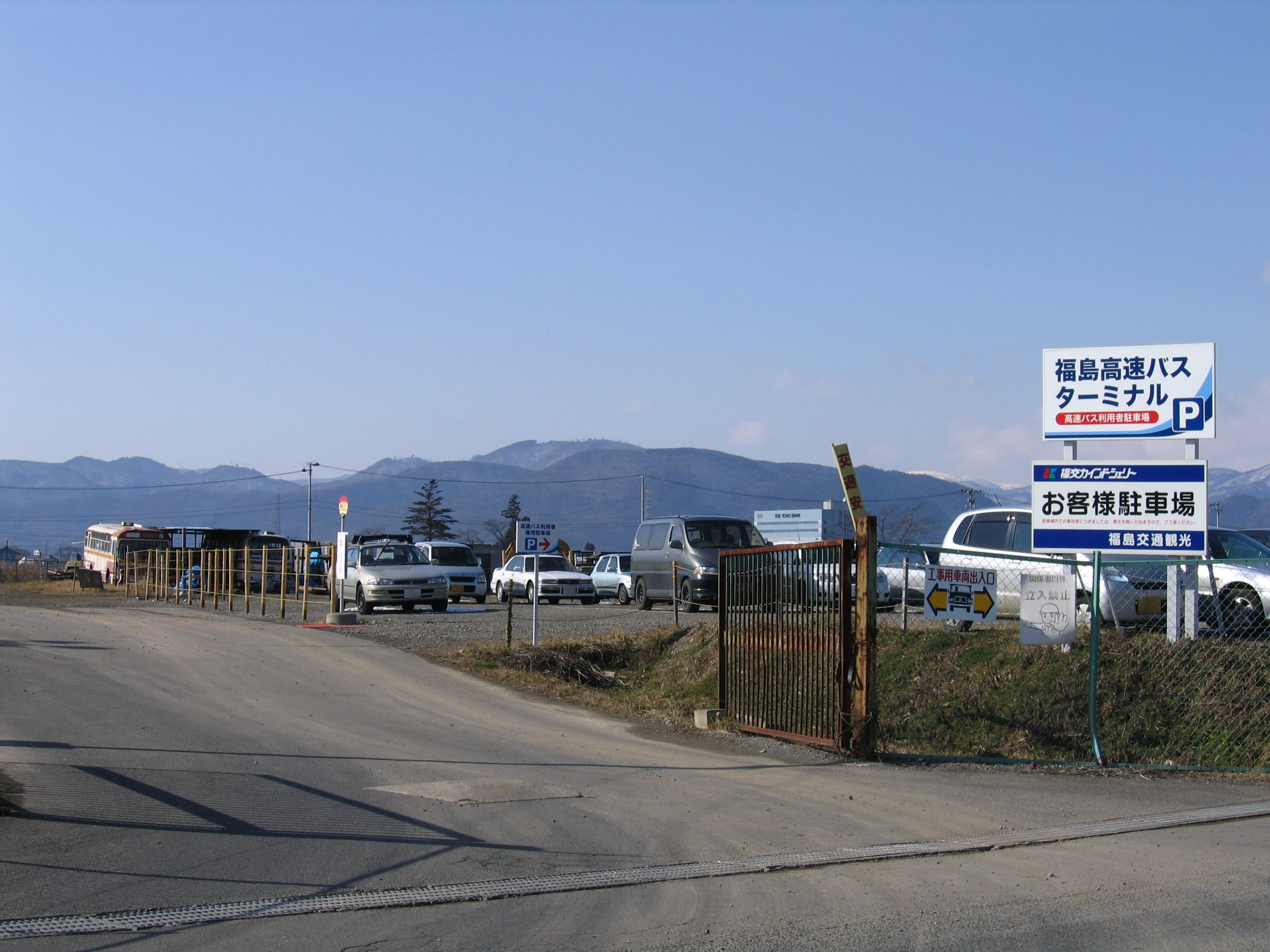
福島高速バスターミナル

福島高速バスターミナル（ふくしまこうそくバスターミナル）は、福島県福島市の旧・平野車庫跡地に位置する福島交通のバス停留所である。高速バス利用者のための無料駐車場もある。
もともとは福島交通本社の移転予定地であったが業績悪化や不況の影響でそれが頓挫し、平野車庫時代末期からそののち当ターミナルとなるまでは廃車体置き場や資材置き場として使用されていた。現在も古い廃車体が留置されている。

## 路線
- ギャラクシー号 （大阪・京都 - 郡山・福島）（近鉄バスと共同運行）

### かつて乗り入れていた路線
- あぶくま号
- 成田空港（成田空港 - 郡山・福島間）（千葉交通のみ運行）
- 仙台空港 - 福島 - 会津若松線（会津乗合自動車担当便のみ停車）※当バスターミナルからは仙台空港までのみ利用可能。二本松・会津若松方面への利用は不可。

## 沿革
- 2006年（平成18年）12月15日 - 福島高速バスターミナル開設・使用開始。
- 2007年（平成19年）12月1日 - 「ギャラクシー号」（京都・大阪行）が新たに停車するようになる。
- 2008年（平成20年）12月1日 - 「あぶくま号」（新宿行）の乗り入れ廃止。
- 2016年（平成28年）11月14日 - 福島 - 会津若松線の一部便（会津乗合自動車担当の3往復）が仙台空港まで延伸。同時に当バスターミナルへの停車を開始。
- 2018年（平成30年）7月15日 - 成田空港線の乗り入れ廃止[1]。
- 2018年（平成30年）11月30日 - 仙台空港 - 福島 - 会津若松線の経路変更に伴い乗り入れ廃止[2]。

## 周辺
- 福交建設（福島高速バスターミナルの隣に所在）
- JA福島ビル
- 福島北警察署
- 福島トラックターミナル
- 第一貨物（株）福島支店
- 天王下バス停（仙台 - 福島線）…徒歩約15分
- 東福島駅 …徒歩約20分
- 卸町駅 (福島県) …徒歩約20分